# La Biblioteca
La Biblioteca es el trigésimo episodio de la serie animada de televisión Avatar: la leyenda de Aang y el décimo capítulo de la segunda temporada.

## Sinopsis
Cada uno de los miembros del grupo decide tomar unas mini-vacaciones para descansar de todo el trabajo que se ha hecho. Sokka piensa que en vez de estar descansando deben estar preparando una estrategia para vencer a la Nación del Fuego ya que Aang debe derrotar al Señor del Fuego antes de que llegue el cometa de Sozin.
En una taberna el grupo conoce al profesor Zei, el profesor les cuenta que está buscando una antigua biblioteca que se encuentra perdida en el medio del desierto. La biblioteca fue construida por el Espíritu del Conocimiento y sus sirvientes animales, la biblioteca es uno de los lugares más valiosos en todo el mundo. Sokka cree poder encontrar información sobre La Nación del Fuego en ese lugar, así decide usar sus "vacaciones" buscando ese lugar.
Usando a Appa para volar sobre el desierto buscando la biblioteca, en el desierto sólo se ve arena hasta que Sokka ve una torre. La biblioteca resulta estar sepultada bajo la arena siendo esa torre el único lugar de acceso. Toph no entra en la biblioteca puesto que no puede leer, porque es ciega. Aang, Katara, Sokka, el profesor Zei y Momo entran en la biblioteca a través de una ventana, allí son sorprendidos por el espíritu del conocimiento, Wan Shi Tong, quien no quiere que el grupo esté en la biblioteca diciéndoles que se vayan y no vuelvan si es que no quieren sufrir las consecuencias, les cuenta que ya vino un hombre de La Nación del Fuego — el Almirante Zhao cuando era joven — a buscar información sobre como debilitar a la Tribu del Agua del Norte, que ese hombre no vino por conocimiento sino que vino por información para luego usarla y causar más caos en esta guerra. 
Afuera, Toph dialoga con Appa y le cuenta que ella ve gracias a las vibraciones de la tierra, pero que con la arena es diferente, que no puede ver claramente a través de ella ya que la arena esta en constante movimiento, todo se ve borroso. Dentro el grupo logra convencer a Wan Shi Tong para que se queden a buscar "conocimiento", ya que Aang se revela como el Avatar. Wan Shi Tong les dice que se pueden quedar, pero que no deben buscar información que sirva para crear caos. El grupo le miente y se van a buscar información sobre la Nación del Fuego, Sokka encuentra libros con información valiosa, se los roba guardándolos en su bolso hasta que encuentra un pequeño pergamino a medio quemar que contiene una fecha, que indica el día más oscuro de la Nación del Fuego. 
El grupo descubre que la Nación del Fuego ya estuvo aquí y que destruyó toda la sección de la Nación del Fuego. Un zorro, uno de los sirvientes de Wan Shi Tong, los lleva hasta un planetario en el cual se puede seleccionar una fecha en un tablero y luego la Luna y el Sol se mueven en el lugar exacto en que estuvieron en esa fecha. Sokka pone la fecha que encontró en el pergamino y el Sol y la Luna se mueven formando un eclipse Solar. El grupo comprende que cuando hay un eclipse solar los maestros fuegos pierden su poder, tal como ocurrió cuando hubo un eclipse lunar en la Tribu Agua del Norte, los maestros agua perdieron su poder. El grupo decide viajar hasta Ba Sing Se para decirle el secreto de la Nación del Fuego al Rey de la Tierra y así ayudar en la guerra. En ese momento Wan Shi Tong entra en el planetario y se da cuenta de que los planes del grupo son otros y de inmediato los ataca. Wan Shi Tong decide hundir la biblioteca para el conocimiento no sea usado para la guerra nuevamente. El grupo trata de escapar de Wan Shi Tong y salir de la biblioteca mientras que Aang y Sokka buscan la fecha exacta del próximo eclipse Solar, cuando ya la saben huyen hasta encontrar a Katara y al profesor Zei. Afuera Toph hace que la torre se hunda más lento para darles tiempo al grupo para que escape, mientras que "los areneros", un grupo de maestros Tierra que usa la tierra control con la arena, se acerca en sus deslizadores. Al bajar amarran a Appa para robarlo, Toph no puede ayudar a Appa sin dejar caer la torre, así que decide sostener la torre para que el grupo se salve. Los bandidos se alejan con Appa robado. Dentro de la torre el profesor Zei dice que no quiere irse, que quiere quedarse en la biblioteca para llenarse de conocimiento por la eternidad, Aang, Katara y Sokka no lo pueden convencer de irse y huyen ellos con Momo. Al salir la biblioteca se hunde con el profesor Zei dentro. Cuando salen de la biblioteca Aang pregunta por Appa, pero el silencio de Toph le deja claro lo que sucedió.
- Datos: Q9018353